# Ernst Hirsch Ballin
Ernst Maurits Henricus Hirsch Ballin (geboren als Ernst Maurits Henricus Hirsch; Amsterdam, 15 december 1950) is een Nederlands voormalig politicus van het Christen-Democratisch Appèl (CDA) en rechtsgeleerde.
Hirsch Ballin was minister van Justitie in het kabinet-Lubbers III van 1989 tot 1994, kortstondig lid van de Tweede Kamer van 1994 tot 1995, lid van de Eerste Kamer van 1995 tot 2000 en lid van de Raad van State van 2000 tot 2006. Hij was wederom minister van Justitie in de kabinetten-Balkenende III en IV van 2006 tot 2010 en kortstondig minister van Binnenlandse Zaken en Koninkrijksrelaties in datzelfde kabinet in 2010. Hirsch Ballin was later lid van de Wetenschappelijke Raad voor het Regeringsbeleid (WRR) van 2014 tot 2019.

## Jeugd en studie
Hirsch Ballin is de zoon van de Duitse rechtsgeleerde Ernst Denny Hirsch Ballin, die in de jaren 30 terecht kwam in het kamp Buchenwald. Na de bevrijding werd hij hoogleraar in Amsterdam. Diens vrouw, Maria Koppe, was katholiek en voedde hun zoon met haar godsdienst op.
Hirsch Ballin studeerde rechten aan de Universiteit van Amsterdam (UvA). Sinds zijn studietijd rekent hij zich tot het katholicisme. Hij is in 1979 aan de UvA gepromoveerd op het proefschrift Publiekrecht en beleid.

## Loopbaan

### Hoogleraar aan de KUB (1981-1989)
Van 1981 tot 1989 was hij hoogleraar staats- en bestuursrecht aan de Katholieke Universiteit Brabant. 

### Minister van Justitie in Lubbers III (1989-1994)
In 1989 trad Hirsch Ballin voor het CDA als minister van Justitie toe tot het kabinet-Lubbers III. Na het overlijden van Ien Dales op 10 januari 1994 was hij een week tevens waarnemend minister van Binnenlandse Zaken, tot Ed van Thijn (PvdA) deze portefeuille op 18 januari overnam.
In april 1994 kwam zijn positie in gevaar door het politiek debat over de IRT-affaire, toen bleek, in tegenstelling tot de conclusies van de commissie-Wierenga, dat er bij het eind 1993 opgeheven Interregionaal Recherche Team (IRT) Noord-Holland/Utrecht wel degelijk sprake was van ongeoorloofde infiltratie-methoden in de georganiseerde misdaad. Hirsch Ballin was daardoor genoodzaakt aan het eind van de kabinetstermijn, in de demissionaire periode na de verkiezingen van mei 1994, ontslag te nemen na het tumult over deze affaire, vrijwel direct gevolgd door Van Thijn. Hij werd tijdelijk opgevolgd door zijn staatssecretaris Aad Kosto.

### Hoogleraar en staatsraad (1994-2006)
Vervolgens was hij van 1994 tot 2006 weer hoogleraar aan de Katholieke Universiteit Brabant, deze keer in het internationaal recht. Van 1996 tot 1998 was hij ook hoogleraar aangaande wetgevingsvraagstukken. Ook was Hirsch Ballin vanaf 2000 lid van de Raad van State, waar hij in 2003 voorzitter van de Afdeling Bestuursrechtspraak werd.

### Minister van Justitie in Balkenende III en IV (2006-2010)

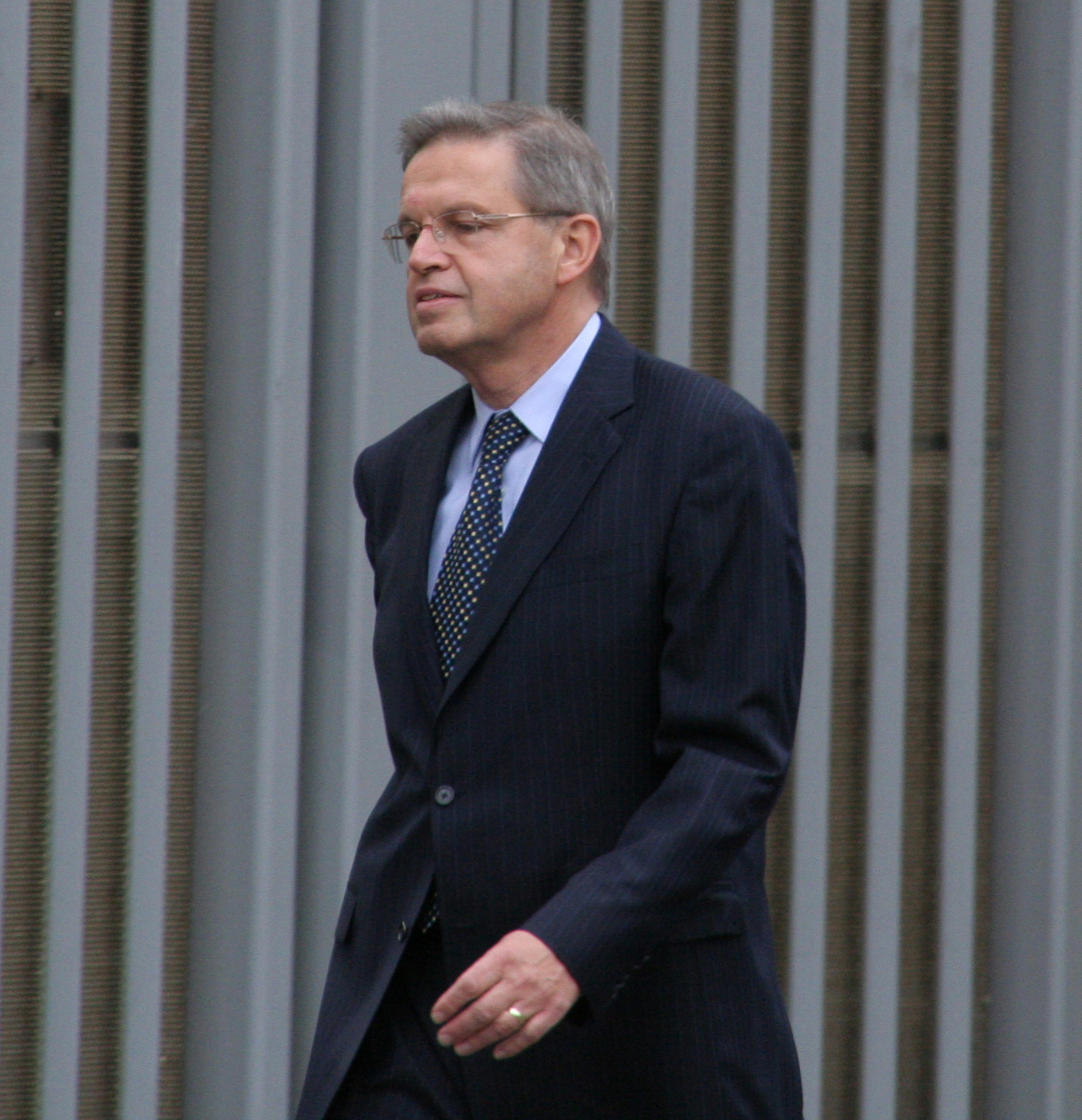
Hirsch Ballin voor de Tweede Kamer

Vanaf 2000 was Hirsch Ballin eveneens lid van de Raad van State, totdat op 22 september 2006 bekend werd dat hij de dag daarvoor afgetreden minister Donner van Justitie was opgevolgd in het kabinet-Balkenende III. Aan zijn portefeuille werd op 13 december het vreemdelingenbeleid toegevoegd, dat hij van Rita Verdonk overnam.
In het kabinet-Balkenende IV werd Hirsch Ballin opnieuw minister van Justitie. In deze functie vertolkte hij een belangrijke rol in het debat in de Tweede Kamer over de film Fitna. In dit debat stelde Geert Wilders door Hirsch Ballin belazerd te worden. Pas in 2020 werd duidelijk dat Hirsch Ballin zich in 2008 actief heeft ingezet om Wilders te vervolgen. Toen het OM geen strafbare feiten zag in Wilders’ uitspraken in diverse media over de islam, liet Ernst Hirsch Ballin tot drie keer toe een onafhankelijk expert aanrukken om die beslissing te heroverwegen. Dat bracht hem in ernstig conflict met het toenmalige college van procureurs-generaal.
Hirsch Ballin kwam in mei 2008 onder vuur te liggen wegens zijn vermeende invloed in de arrestatie van de cartoonist Gregorius Nekschot. Hij gaf echter aan de Tweede Kamer aan geen bemoeienis in de arrestatie te hebben gehad. Volgens de oppositie was het vervolgen van de cartoonist bedoeld om een uitspraak van de rechter over godslastering uit te lokken, om zo, via een omweg, het verbod op godslastering toch in te voeren tegen de wens van de meerderheid van het kabinet in.
Na het uittreden van de PvdA-ministers uit het kabinet-Balkenende IV in februari 2010 werd hij tevens (demissionair) minister van Binnenlandse Zaken en Koninkrijksrelaties. Bij de Tweede Kamerverkiezingen op 9 juni 2010 stelde Hirsch Ballin zich niet opnieuw verkiesbaar.

### Carrière na de politiek (2010-heden)
Op 2 oktober 2010, tijdens het CDA-congres, keerde hij zich vierkant tegen de deelname van zijn partij aan het gedoogakkoord met de PVV van Geert Wilders. Daags voor het congres had hij dat ook al publiekelijk gedaan. Nadat eind april 2012 de gedoogconstructie met de PVV was stukgelopen en het kabinet-Rutte I was gevallen, riep hij op tot een openlijke bespreking binnen het CDA van de mislukte samenwerking.
Van 2011 tot 2021 was Hirsch Ballin opnieuw hoogleraar aan de Universiteit van Tilburg, met als leeropdracht Nederlands en Europees constitutioneel recht. Op 1 januari 2021 ging hij met emeritaat; hij werd opgevolgd als hoogleraar door Ingrid Leijten.
Van april 2014 tot april 2019 was Hirsch Ballin lid van de Wetenschappelijke Raad voor het Regeringsbeleid (WRR). Hierna bleef hij tot april 2024 verbonden aan dit orgaan als adviserend lid.

## Onderscheiding
Enkele onderscheidingen die Hirsch Ballin ontving:
- Ridder in de Orde van de Nederlandse Leeuw (1994)
- Officier in de Orde van Oranje-Nassau (2010)
- Officier in het Franse Legioen van Eer (2014)
- NJV-prijs (2014)
- Commandeur in de Orde van Oranje-Nassau (2022)